# 14395 Tommorgan
14395 Tommorgan è un asteroide della fascia principale. Scoperto nel 1990, presenta un'orbita caratterizzata da un semiasse maggiore pari a 1,9626983 UA e da un'eccentricità di 0,0939563, inclinata di 20,89085° rispetto all'eclittica.